# Walter Liebenthal
Walter Liebenthal (Königsberg, 1886. június 12. – Tübingen, 1982. november 15.; kínai neve pinjin hangsúlyjelekkel: Lǐ Huádé; magyar népszerű: Li Hua-tö; hagyományos kínai: 李華德; egyszerűsített kínai: 李华德) német filozófus, sinológus, buddhológus.

## Élete és munkássága
Walter Liebenthal életét igen változatos karrier jellemzi. Kezdetben jogot tanult, de hamarosan a képzőművészet felé fordult, és 1907-ben szobrászként végzett. 1914-ben, az első világháború kirobbanásakor önként jelentkezett a porosz hadseregbe. A háború alatt kétszer is megsebesült, majd pedig két évet (1918–1920) töltött francia hadifogságban.
1920-ban miután visszatért Berlinbe, több sikertelen vállalkozásba kezdett, hogy családját eltartsa. Barátaival mozit nyitott, de próbált csokoládégyárat üzemeltetni, eper ültetvényt létesíteni és filmforgatásokhoz dekorációt is készített. A családot leginkább felesége, Grete varrodája, hímzőműhelye tartotta el. Liebenthal ezekben az években találkozott Dr.Paul Dahlkével, akivel 1924-ben megalapították Németország első buddhista kolostorát. Élénken érdekelte a buddhizmus, ezért páliul, szanszkritul, tibetiül és kínaiul. Majd csak 1928-ban, 42 évesen kezdi el indológiai tanulmányait a berlini, a marburgi, a heidelbergi, a hallei és a breslaui egyetemeken. Végül 1933-ban a breslaui Egyetemen szerzett doktori fokozatot a Satkärya as depicted by his opponents című disszertációjával. A náci rezsim diszkriminációs törvényei miatt azonban nem tud elhelyezkedni egyetlen német egyetemen sem.
1934-ben kutatói állást kap a pekingi Jencsing Egyetem Sino-Indiai Intézetében. Két évet tölt itt, amikor a japán betörés miatt kénytelen félbeszakítani munkáját, de továbbra is Pekingben maradt.
1952-ben távozik Kínából és Indiába megy a Rabindranáth Tagore által alapított Visva-Bharati Egyetemre, ahol kezdetben kutatóként, majd később kinevezett professzorként tevékenykedik.
Felesége 1958-ban bekövetkezett halála után visszatér Európába, és előadásokat tart. 1959-ben Izraelbe hívják vendégtanárnak, majd később a Sorbonne-on (1960–1961) is tanít, ahová barátja, Paul Demiéville ajánlotta be. 1962-ben, 77 évesen a németországi Tübingenben telepedik le, és a Tübingeni Egyetem filozófia szakának indológiai és kelet-ázsiai filológiai szemináriumán tart órákat. 1965-ben érdemes professzori kinevezést kap. 1982-ben bekövetkezett haláláig aktívan részt vett az egyetemi oktatásban és kutatásban.

## Főbb művei
- “Satkarya in der Darstellung seiner buddhistischen Gegner“. 8 vo. 151 pp Kohlhammer, Stuttgart-Berlin, 1934
- "Sutra to the Lord of Healing" (Bhaishajya-grun Vaiduryaprabha Tathagata), 32 pp. Ed. by Chou Su-Chia and translated by Walter Liebenthal. Buddhist Scripture Series No.1, Society of Chinese Buddhists, Peiping, 1936
- “The Book of Chao”. Monumenta Serica, Series XIII 8 vo. 195 pp. Peking, 1948
- “Tao-sheng and His Time”. Monumenta Nipponica, XI, XII, 34 pp, Tokyo, 1955/6, Monograph No.17
- Walter Liebenthal: A Biography of Chu Tao-Sheng, Monumenta Nipponica Vol. 11, No. 3 (Oct., 1955), pp. 284–316
- The World Conception of Chu Tao Sheng. Monumenta Nipponica, 8 vo. Nbrs.1 & 2, Tokyo, 1956
- “On World Interpretations”. 8vo. 88 pp. Santiniketan, 1956. (appeared serially in the Visvabharati Quarterly XX. 1, 3 & 4; XXI. 1 & 4 during 1954/6
- "Chao Lun: The Treatises of Seng-Chao", 2nd Rev edition, 152 pp. Hong Kong University Press, sold by Oxford University Press ISBN 0-19-643104-2
- “Das Wu-men kuan: Zutritt nur durch die Wand / Wu-men Hui-k'ai“. 142 pp. Heidelberg: Lambert Schneider, 1977

## Fordítás
- Ez a szócikk részben vagy egészben  a   Walter Liebenthal című angol Wikipédia-szócikk ezen változatának fordításán alapul.  Az eredeti cikk szerkesztőit annak laptörténete sorolja fel. Ez a jelzés csupán a megfogalmazás eredetét és a szerzői jogokat jelzi, nem szolgál a cikkben szereplő információk forrásmegjelöléseként.